# Callicarpa macrophylla
Callicarpa macrophylla là một loài thực vật có hoa trong họ Hoa môi. Loài này được Vahl mô tả khoa học đầu tiên năm 1794.

## Hình ảnh

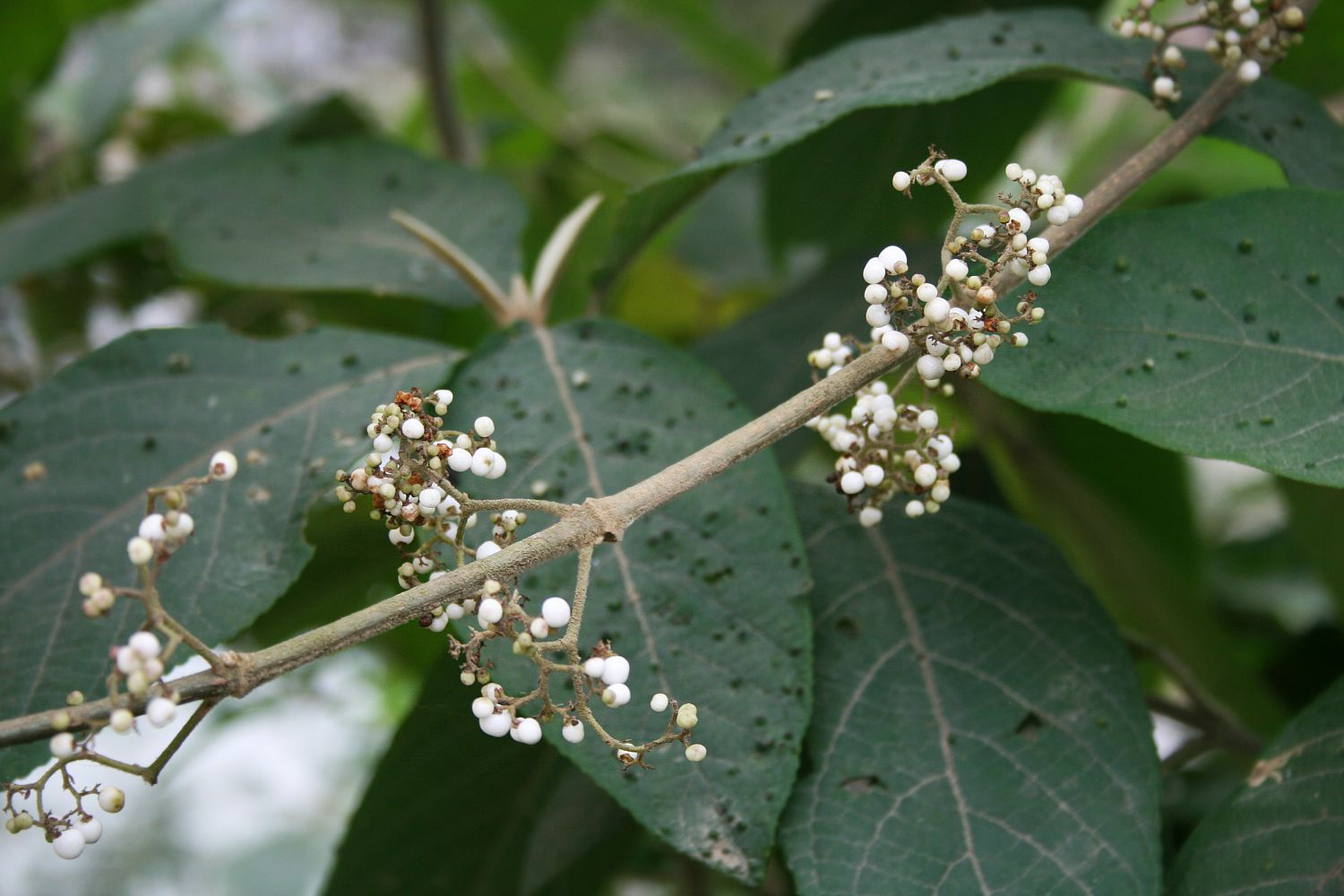
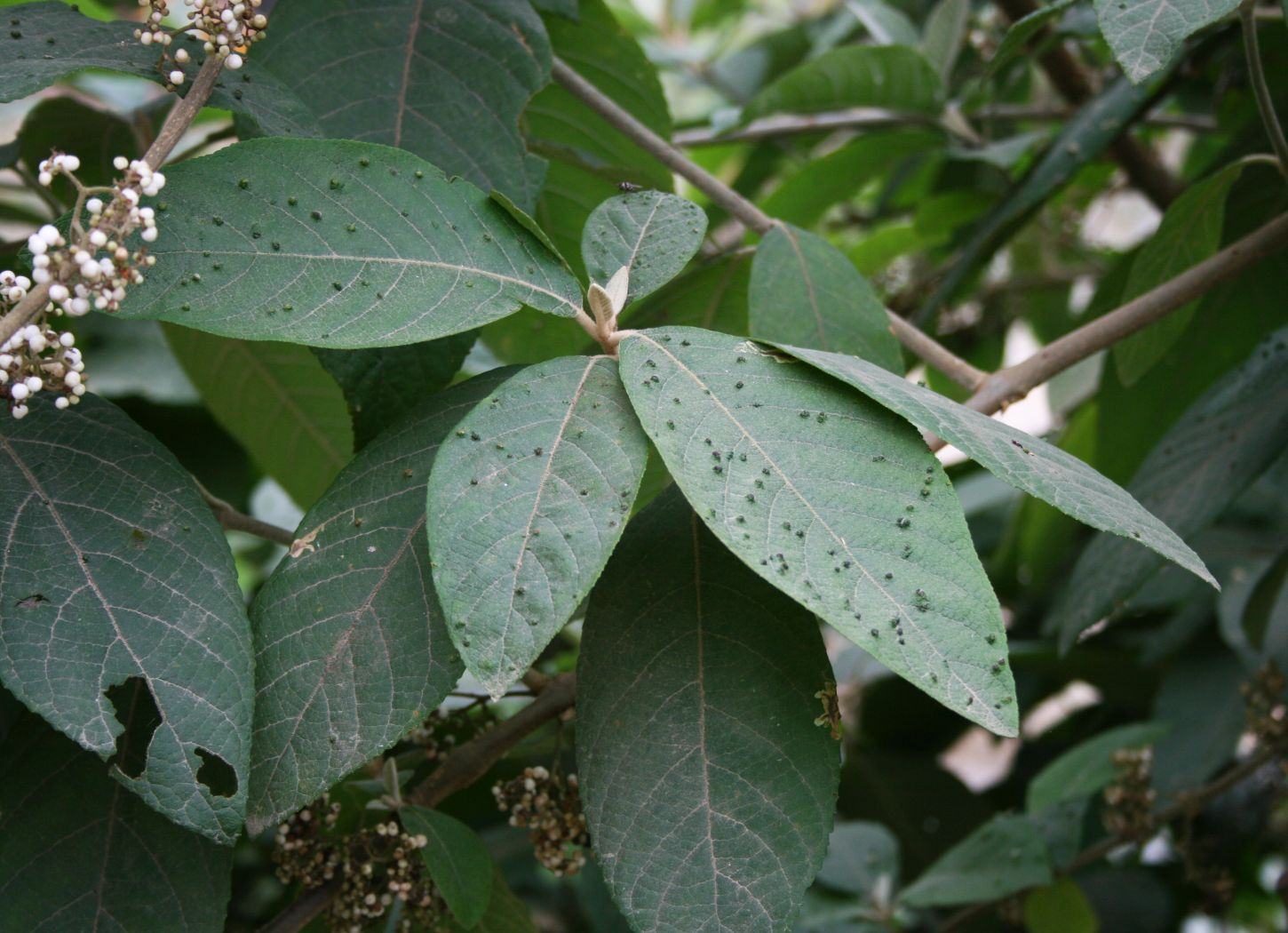